# Eesti Gaas
Eesti Gaas AS, international als Elenger bezeichnet, ist ein Energieunternehmen mit Hauptsitz in Tallinn, Estland. Die Haupttätigkeit des Unternehmens ist der Verkauf und Vertrieb von Erdgas auf dem estnischen, lettischen, finnischen und litauischen Markt. Das Produktportfolio von Eesti Gaas umfasst auch Flüssigerdgas, komprimiertes Erdgas und Strom, einschließlich Solarenergie.

## Tätigkeit
Eesti Gaas importiert, verkauft und vertreibt Pipeline-Erdgas sowie komprimiertes Erdgas (CNG), einschließlich komprimiertes Biomethan, als Kraftstoff für Fahrzeuge und Flüssigerdgas (LNG) als Kraftstoff für Schiffe. Neben Estland verkauft Eesti Gaas auch Energie in Lettland, Litauen und Finnland.
Eesti Gaas hat 11 CNG-Stationen in Estland, die auch Biomethan verkaufen. Es bietet LNG-Bunkerdienste für LNG-Schiffe in Tallinn, Helsinki und Hanko an. Das Unternehmen liefert LNG per LKW aus dem LNG-Werk in Pskow in Russland und dem LNG-Terminal Klaipėda in Litauen sowie aus Finnland und Polen.
Die Tochtergesellschaft von Eesti Gaas, AS Gaasivõrgud, besitzt und betreibt das Erdgasverteilungsnetz in Estland. Die Tochtergesellschaft AS EG Ehitus bietet Bau- und Ingenieurdienstleistungen für Pipelines und Kesselhäuser an. Eesti Gaas verkauft auch Strom und besitzt Anteile an Solarparks mit einer Gesamtkapazität von rund 4 MW.